# Заолешенка
Заолешенка (рос. Заолешенка) — слобода в Суджанському районі Курської області Російської Федерації.
Населення становить 2679 осіб. Входить до складу муніципального утворення Заолешенська сільрада.

## Історія
Населений пункт розташований на території українського етнічного та культурного краю Східна Слобожанщина.
Від 2004 року входить до складу муніципального утворення Заолешенська сільрада.
14 серпня 2024 року слобода перейшла під контроль ЗСУ.

## Населення
| 2002 | 2010  |
| ---- | ----- |
| 2808 | ↘2679 |